# Летисија од Шпаније
Летисија, краљица од Шпаније, рођена као Летисија Ортиз Рокасолано (шп. Letizia Ortiz Rocasolano, Овиједо, 15. септембар 1972) је краљица Шпаније. Удата је за шпанског краља Филипа VI, који је на престолу од 19. јуна 2014. након абдикације његовог оца Хуана Карлоса I и његове супруге Софије од Грчке и Данске.

## Биографија
Рођена је у породици новинара Хесуса Ортиза и његове прве супруге Марије Рокасолано, медицинске сестре. Родитељи су јој се развели 1999. године, а отац се оженио по други пут новинарком Аном Тогорес.
Летисија има сестру Телму (рођ. 1973), а друга сестра Ерика (рођ. 1975), преминула је 2007. године. Пронађена је мртва у свом стану у Мадриду, а како су медији објавили од превелике дозе наркотика.

## Школовање и каријера
Летисија је похађала школу „Ла Геста“ у родном граду Овиједу, пре него што се са породицом преселила у Мадрид, где је завршила вишу школу „Рамиро де Маецту“. Факултетску диплому добила је на универзитету Комплутенсе, у Мадриду, на информатичким наукама - одсек новинарство, као и диплому мастер на аудиовизуелном новинарству.
Током студија, Летисија је радила као дописник дневних новина из родног града, La Nueva España, а касније за часопис ABC и новинску агенцију ЕФЕ. По завршетку студија радила је као новинар у мексичком граду Гвадалахари. По повратку у Шпанију, ради као новинар шпанске верзије пословног телевизијског канала Bloomberg, а затим прелази на информативни телевизијски канал CNN+.
Године 2000. прешла је на шпански јавни сервис, TVE, где је радила у информативној редакцији, на каналу "24 Horas". Три године касније радила је у најгледанијој информативној емисији првог канала шпанске државне телевизије, Telediario (ТВ-дневник), у ударном вечерњем термину.

## Брак и породица
Летисија се удала први пут за писца и професора књижевности на вишој школи Алонса Гверера Переза (рођ. 1962), 7. августа 1998. године. Имали су грађанско венчање у граду Бадахоз, после 10 година забављања. Брак је прекинут разводом следеће 1999. године. Данас је Летисијин први супруг Алонсо ожењен Маријом Астеро, професорком.
На изненађење јавности, шпански краљевски дом је 1. новембра 2003. године објавио веридбу Летисије Ортиз са престолонаследником, принцом Фелипеом. Летисија затим прелази у краљевску палату Сарсуела, у којој живи до удаје.
Венчали су се 22. маја 2004. године, у катедрали „Санта Марија ла Реал де ла Алмудена“ у Мадриду. После скоро сто година неко краљевско венчање је одржано у престоници. Краљ Хуан Карлос и краљица Софија венчали су се у Атини, а сестре принца од Астурије: Елена у Севиљи, а Кристина у Барселони. Летисија са породицом данас живи на имању у склопу палате „Сарсуела“.
Краљица је активна на свим манифестацијама представљања Шпанске краљевске породице широм света, а позната је и као покровитељ бројних манифестација хуманитарног карактера и промотер модних трендова у сарадњи са ексклузивним шпанским дизајнерима.

## Породица

### Родитељи
| име               | слика | датум рођења       |
| ----------------- | ----- | ------------------ |
| Хесус Ортиз       |       | 24. децембар 1949. |
| Марија Рокасолано |       | 15. април 1952.    |

### Први брак

#### Супружник
| име                  | слика | датум рођења       |
| -------------------- | ----- | ------------------ |
| Алонсо Гвереро Перез |       | 12. новембар 1962. |

- брак разведен 1999. године

### Други брак

#### Супружник
| име                  | слика | датум рођења     |
| -------------------- | ----- | ---------------- |
| Фелипе VI од Шпаније |       | 30. јануар 1968. |

#### Деца
| име               | слика | датум рођења      |
| ----------------- | ----- | ----------------- |
| Леонор од Шпаније |       | 31. октобар 2005. |
| Софија од Шпаније |       | 29. април 2007.   |